# Onthophagus xanthopygus
Onthophagus xanthopygus là một loài bọ cánh cứng trong họ Bọ hung (Scarabaeidae).